# Carlo Fontana

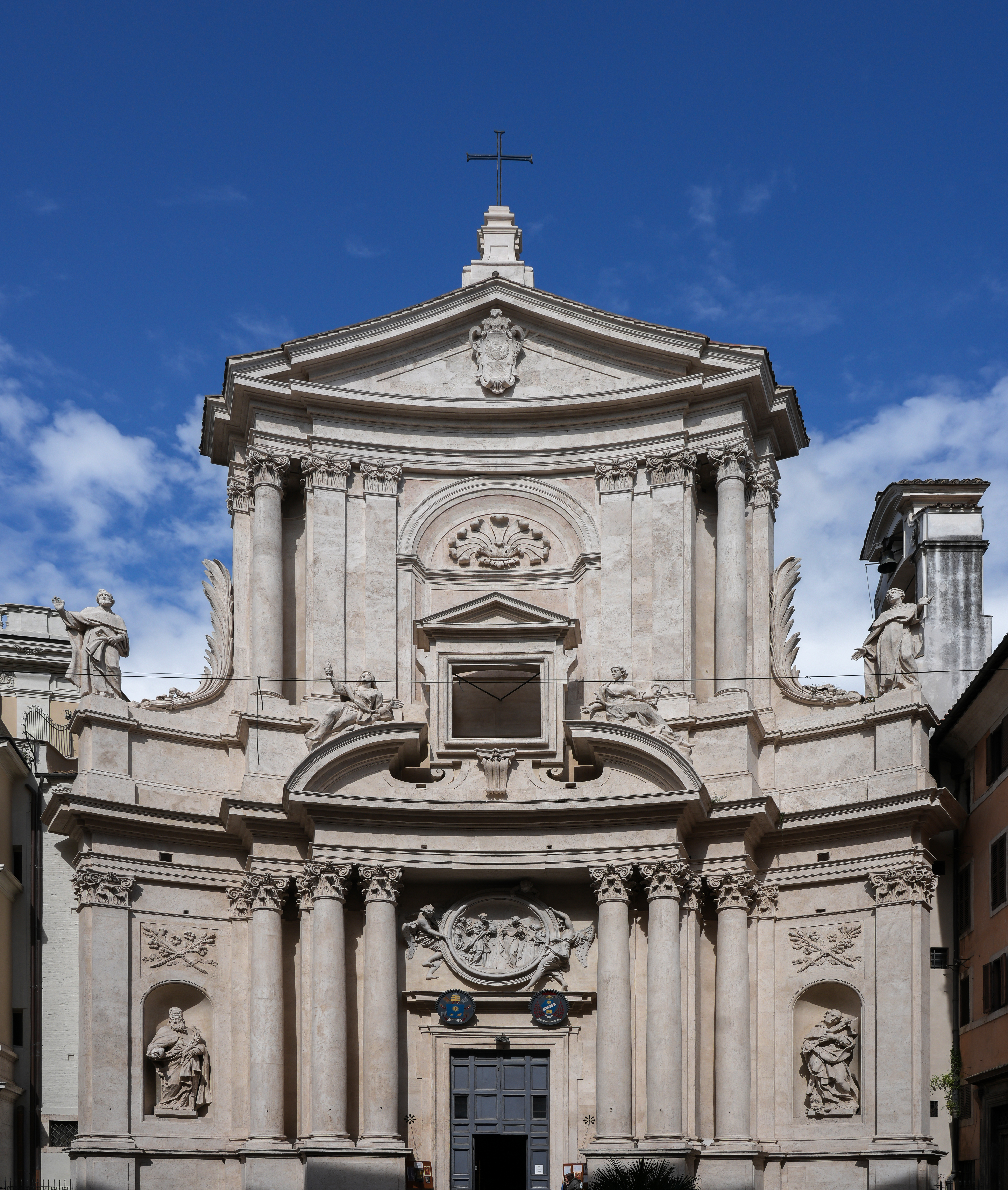
San Marcello al Corso v Římě, průčelí (1682–83)

Carlo Fontana (22. dubna 1638, Novazzano (nyní kanton Ticino, Švýcarsko) – 5. února 1714, Řím) byl italský barokní architekt a sochař švýcarského původu. Většinu života působil v Římě, jeho žáci se však později rozešli po celé Evropě, od Anglie a Španělska až po Rusko.

## Život a působení
Někdy před rokem 1655 přišel do Říma, kde pracoval v ateliérech významných architektů (Pietro da Cortona, Carlo Rainaldi, Gian Lorenzo Bernini). Roku 1665 dokončil svůj patrně první samostatný projekt, kostel sv. Blažeje v Campitelli a v letech 1682–1683 průčelí kostela San Marcello al Corso v Římě, považované za jedno z jeho nejlepších děl. Pracoval na návrhu a stavbě Apoštolského institutu sv. Michala, velmi rozsáhlého komplexu sociálních budov na pravém břehu Tibery, postavil křestní kapli chrámu sv. Petra, vedl rekonstrukci a přestavbu starověkého vodovodu, dnešní Aqua Paola na Montoriu, a přestavbu zřícenin Diokleciánových lázní na veřejné papežské sklady oleje. Postavil knihovnu při klášteře Santa Maria sopra Minerva a velkolepou baziliku ve španělské Azpeitii, rodišti svatého Ignáce z Loyoly. Kromě toho posílal své návrhy na kostely ve Fuldě a ve Vídni.
Na příkaz papeže Inocence XI. popsal průběh stavby chrámu sv. Petra v knize, kde mimo jiné navrhl zboření římské čtvrti La Spina mezi Andělským hradem a svatopetrským náměstím (dnešní Via della Conciliazione), projekt který se uskutečnil až v polovině 20. století. Dalších 27 svazků rukopisů a náčrtů uchovává knihovna ve Windsoru.
Z Fontanových žáků vynikli Giovanni Battista Vaccarini na Sicílii, Filippo Juvarra ve Španělsku, James Gibbs v Anglii, Matthäus Daniel Pöppelmann v Německu, Johann Lucas von Hildebrandt a Johann Bernhard Fischer von Erlach v Rakousku, Nicodemus Tessin starší ve Švédsku nebo Nicola Michetti v Itálii a v Rusku.